# Czerwiec kaktusowy
Czerwiec kaktusowy (Dactylopius coccus) – owad z rzędu pluskwiaków podrzędu Sternorrhyncha, z którego pozyskuje się czerwony barwnik koszenilę. Pluskwiak ten zamieszkuje część tropikalną Ameryki Południowej i Meksyku; żyje na kaktusach z rodzaju opuncji, żywiąc się sokami owocowymi i składnikami pokarmowymi rośliny.
Owad ten produkuje kwas karminowy, który odstrasza drapieżniki. Kwas karminowy występuje w ilości 17–24%; może być wyekstrahowany z ciała owada i jego jaj, zmieszany z solami glinu lub wapnia w celu wytworzenia barwnika karminowego stosowanego w barwieniu żywności i kosmetyków.
Koszenila była używana w Ameryce Środkowej w XV wieku do barwienia tkanin i stała się ważnym produktem eksportowym w czasach kolonializmu. Produkcja tego naturalnego barwnika uległa zmniejszeniu pod koniec XIX wieku, gdy odkryto roślinne pigmenty i barwniki, takie jak alizaryna. Obawy dotyczące bezpieczeństwa stosowania syntetycznych dodatków do żywności powodują, że rośnie popularność naturalnych barwników koszenilowych, sprawiając, że ich produkcja stała się znowu opłacalna, a Peru stało się ich największym światowym eksporterem.